# 龍門舊社遺址
龍門舊社遺址，為一處位於臺灣新北市貢寮區的考古遺址，座落於雙溪河口北岸沙丘，海拔5.6公尺，目前為龍門河濱生態公園的一部分。被歸類為十三行文化晚期舊社類型遺址，推測為凱達格蘭族三貂社（山朝社）的文化遺留。:22:33

## 發掘
1962年龍門舊社遺址由盛清沂首次發現，1982年由謝繼昌進行首次正式發掘，2003年～2004年再由國立臺灣博物館與國立臺灣大學人類學系合作進行較大規模的發掘。遺物種類眾多，包括石器、陶器、貝類、獸骨與瑪瑙珠，以及貝與螺等生態遺留，並發現帶有隨葬品的屈肢葬。遺址年代經放射性碳定年法檢測，約為17世紀初至18世紀中葉。:22:33、34

## 出土文物

### 陶器
龍門舊社遺址出土數量頗多的自製陶器殘片，器身不大且薄脆，燒製火候不高，另出土1件陶網墜殘件。以圓底、鼓腹而侈口的罐形器數量最多，且其上具多樣化的幾何印紋。外來硬陶則共計出土59件，多有施加釉料，以中國東南沿海民窯所產粗質硬陶為主。此外亦出土3件瓷器，其中有1件青花瓷壺。:25

### 石器
龍門舊社遺址共出土16件石器，包括石錘、磨石、砥石與石砧四類，其中以用於敲碎貝殼與獸骨的石錘數量最多。皆為加工用具，並未見生產用的石器類型，由於遺址內生產用的骨角器亦不多，推測生產工具以金屬器為主。:25

### 金屬器
龍門舊社遺址出土有包括鐵矛、鐵錐、鐵針與銅圈等金屬器，其中鐵器占絕大多數。金屬器以加工器或工具配件為主，生產器具與裝飾品則較少。遺址中亦發現煉鐵區，推測與十三行、仁里與福隆等遺址相同，具有煉鐵的能力。:25:34

### 骨角器
龍門舊社遺址所出土的獸骨以鹿與山豬為主，皆為狩獵文化的產物。另外亦發現許多將獸骨以敲擊、磨製與穿孔的方式加工，所製成的尖狀器或穿孔器，用於漁獵、裝飾與工具加工。另遺址中出土共151公斤、共30餘種的貝類，顯示漁撈在其飲食中佔有相當大的比重。:25